# Struma

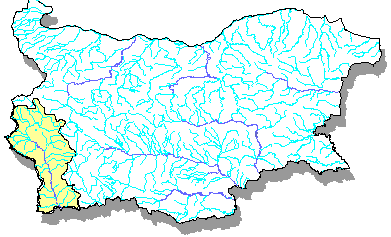
Zlewnia Strumy w granicach Bułgarii

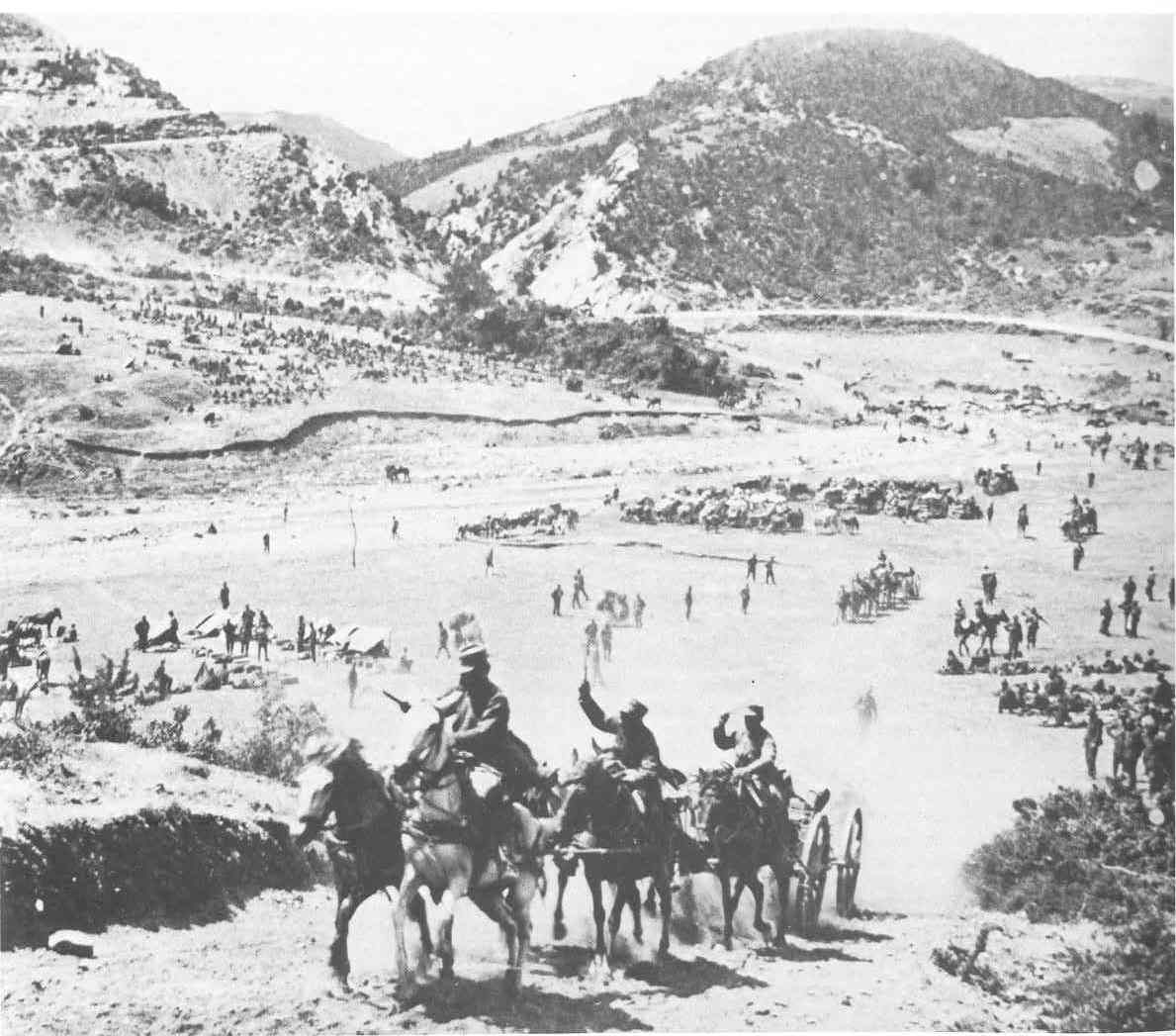
Grecka artyleria konna wstępująca w wąwóz Kresna, w trakcie II wojny bałkańskiej

Struma, starożytny Strymon (bułg. Струма, gr. Στρυμόνας – Strimonas) – rzeka w zachodniej Bułgarii i w północnej Grecji, w zlewisku Morza Egejskiego. Długość – 415 km (290 km w Bułgarii, 125 km w Grecji), powierzchnia zlewni – 10 797 km² (w Bułgarii, oprócz tego niewielkie obszary Grecji i Macedonii Północnej), średni przepływ 76,167 m³/s (w Marino Pole).
Źródła Strumy znajdują się na wysokości 2180 m n.p.m. na południowych stokach masywu Witoszy (na południe od Sofii). Stamtąd rzeka płynie na zachód przez Rodopy, przecina miasto Pernik, po czym skręca na południe i płynie przez Kiustendił i Błagojewgrad. Na granicy bułgarsko-greckiej rzeka przełamuje się przez wąwóz między masywami Belasicy i Sławjanki. W Grecji dolina Strumy znacznie się poszerza, rzeka buduje dość skomplikowany system odnóg i zasila sztuczne jezioro Kerkini. Struma uchodzi do Zatoki Orfańskiej Morza Trackiego. Dopływy Strumy są liczne i drobne. Największe z nich to Dżerman, Strumica i Angitis.
W bułgarskiej części doliny Strumy znajduje się zagłębie węgla kamiennego. W greckiej części doliny prowadzi się intensywne rolnictwo. U ujścia Strumy leżało starożytne Amfipolis, zwane niegdyś Ennea Odoi ("Dziewięć Dróg"), założone przez Ateńczyków na gruzach wcześniejszej kolonii o nazwie Myrkinos, następnie centrum finansowe i baza morska Królestwa Macedonii, opuszczone (przeniesione w odleglejszą lokalizację) po wielokrotnych najazdach słowiańskich, pod koniec I tysiąclecia n.e. W 1014 nad Strumą miała miejsce bitwa pod Klidion. W 1913, w drugiej wojnie bałkańskiej jedne z najcięższych walk toczono wzdłuż koryta Strumy, zwłaszcza w wąwozie Kresna. W okresie od zakończenia I wojny światowej, odtworzono grecki ośrodek miejski w Amfipolis, rewaloryzując także teren miasta starożytnego.